# Saurauia herthae
Saurauia herthae är en tvåhjärtbladig växtart som beskrevs av Herman Otto Sleumer. Saurauia herthae ingår i släktet Saurauia och familjen Actinidiaceae. Utöver nominatformen finns också underarten 